# Gmina Orły
Die Gmina Orły ist eine Landgemeinde im Powiat Przemyski der Woiwodschaft Karpatenvorland in Polen. Ihr Sitz ist das gleichnamige Dorf.

## Gliederung
Zur Landgemeinde (gmina wiejska) Orły gehören folgende Dörfer mit einem Schulzenamt:
Ciemięrzowice
Drohojów
Duńkowiczki
Hnatkowice
Kaszyce
Małkowice
Niziny
Olszynka (bis 1986 Dmytrowice)
Orły
Trójczyce
Wacławice
Walawa
Zadąbrowie
Weitere Orte der Gemeinde sind Kolonia und Mordownia.